# Erik Brodén
Erik Brodén, född 30 oktober 1975, är en svensk musiker (gitarrist och sångare) från Delsbo. Han var tidigare gitarrist i Perssons Pack. Numer spelar Brodén i countrygruppen Hank Lennart & The Sentimental Cowboys samt The ERiK B EXPLOSiVE 3 och The Liberators.